# Neotoma bunkeri
Neotoma bunkeri е изчезнал вид бозайник от семейство Хомякови (Cricetidae).